# 短棘银鲈
短棘银鲈（学名：Gerres lucidus）为银鲈科银鲈属的鱼类，俗名短棘钻嘴鱼、碗米。分布于印度洋北部沿岸到中国，包括南海、台湾海峡、东海南部等海域，一般栖息于热带和亚热带沿岸内湾以及多栖息于泥沙底质海区。该物种的模式产地在印度Podicherry。